# Reichstagswahlkreis Fürstentum Schwarzburg-Rudolstadt

Die Wahlkreisaufteilung des Deutschen Reichs.

Der Reichstagswahlkreis Fürstentum Schwarzburg-Rudolstadt (Wahlkreis 372) war ein Wahlkreis für die Reichstagswahlen im Deutschen Reich und im Norddeutschen Bund von 1867 bis 1918.

## Wahlkreiszuschnitt
Der Wahlkreis umfasste das Fürstentum Schwarzburg-Rudolstadt.
| Jahr | Einwohner |
| ---- | --------- |
| 1890 | 85.863    |
| 1895 | 88.685    |
| 1900 | 93.059    |
| 1905 | 96.835    |
| 1910 | 100.702   |

|      | Landwirtschaft | Industrie und Gewerbe | Handel und Dienstleistungen |
| ---- | -------------- | --------------------- | --------------------------- |
| 1895 | 40,2           | 44,0                  | 15,9                        |
| 1907 | 33,8           | 49,6                  | 16,6                        |

|      | Evangelisch | Katholisch |
| ---- | ----------- | ---------- |
| 1890 | 99,4        | 0,5        |
| 1905 | 98,8        | 1,0        |
| 1910 | 98,5        | 1,3        |

## Abgeordnete
| Wahl                                        | Abgeordneter      | Partei                                  | Bild |
| ------------------------------------------- | ----------------- | --------------------------------------- | ---- |
| Reichstagswahl Februar 1867 bis August 1867 | Adolph Baumbach   | Nationalliberale Partei                 | 0    |
| Reichstagswahl August 1867 bis 1871         | Wilhelm Endemann  | Nationalliberale Partei                 |      |
| Reichstagswahl 1871 bis 1874                | Eugen Richter     | Deutsche Fortschrittspartei             |      |
| Reichstagswahl 1874 bis 1878                | Adolph Hoffmann   | Deutsche Fortschrittspartei             | 0    |
| Reichstagswahl 1878 bis 1881                | Eduard Knoch      | Nationalliberale Partei                 | 0    |
| Reichstagswahl 1881 bis 1890                | Adolph Hoffmann   | Deutsche Fortschrittspartei             | 0    |
| Reichstagswahl 1890 bis 1893                | Gustav Knörcke    | Deutsche Freisinnige Partei             | 0    |
| Reichstagswahl 1893 bis 1898                | Friedrich Lüttich | Freisinnige Vereinigung                 | 0    |
| Reichstagswahl 1898 bis 1903                | Eduard Müller     | Nationalliberale Partei                 | 0    |
| Reichstagswahl 1903 bis 1907                | Arthur Hofmann    | Sozialdemokratische Partei Deutschlands |      |
| Reichstagswahl 1907 bis 1912                | Eduard Müller     | Nationalliberale Partei                 | 0    |
| Reichstagswahl 1912 bis 1918                | Arthur Hofmann    | Sozialdemokratische Partei Deutschlands |      |

## Wahlen

### Februar 1867
Es fanden zwei Wahlgänge statt. Im ersten Wahlgang wurden 9090 gültige Stimmen abgegeben.
| Kandidat                   | Partei  | Stimmen | in % | Anmerkungen  |
| -------------------------- | ------- | ------- | ---- | ------------ |
| Robert Oskar von Ketelhodt | FrKonsV | 4519    |      | 0            |
| Adolph Baumbach            | NLP     | 4487    |      | Staatsanwalt |
| Sonstige                   | 0       | 86      |      | 0            |

Im zweiten Wahlgang wurden 10.431 gültige Stimmen abgegeben.
| Kandidat                   | Partei  | Stimmen | in % | Anmerkungen  |
| -------------------------- | ------- | ------- | ---- | ------------ |
| Robert Oskar von Ketelhodt | FrKonsV | 4602    |      | 0            |
| Adolph Baumbach            | NLP     | 5826    |      | Staatsanwalt |

### August 1867
Es fand ein Wahlgang statt. 4759 gültige Stimmen wurden abgegeben. 2042 Stimmen entfielen auf Wilhelm Endemann (NLP).

### 1871
Es fand ein Wahlgang statt. Die Zahl der Wahlberechtigten betrug 15.435. Es wurden 6443 gültige Stimmen abgegeben, 23 Stimmen waren ungültig. Die Wahlbeteiligung betrug 41,9 %.
| Kandidat                   | Partei   | Stimmen | in % | Anmerkungen  |
| -------------------------- | -------- | ------- | ---- | ------------ |
| Eugen Richter              | F        | 3252    |      | 0            |
| Wilhelm Endemann           | NLP      | 1386    |      | Staatsanwalt |
| Albert von Holleben        | FrKonsV  | 1305    |      |              |
| Wilhelm Liebknecht         | SD (Eis) | 444     |      |              |
| Robert Oskar von Ketelhodt | FrKonsV  | 56      |      | Landrat      |
| Sonstige                   | 0        | 3       |      | 0            |

### 1874
Es fand ein Wahlgang statt. Die Zahl der Wahlberechtigten betrug 15.804. Es wurden 5427 gültige Stimmen abgegeben, 56 Stimmen waren ungültig. Die Wahlbeteiligung betrug 34,7 %.
| Kandidat        | Partei | Stimmen | in % | Anmerkungen |
| --------------- | ------ | ------- | ---- | ----------- |
| Adolph Hoffmann | F      | 5043    |      | 0           |
| Sonstige        | 0      | 384     |      | 0           |

### 1877
Es fand ein Wahlgang statt. Die Zahl der Wahlberechtigten betrug 16.351. Es wurden 5327 gültige Stimmen abgegeben, 79 Stimmen waren ungültig. Die Wahlbeteiligung betrug 33,1 %.
| Kandidat            | Partei | Stimmen | in % | Anmerkungen |
| ------------------- | ------ | ------- | ---- | ----------- |
| Adolph Hoffmann     | F      | 3175    |      | 0           |
| Albert von Holleben | DRP    | 1769    |      | 0           |
| Wilhelm Bracke      | SD     | 251     |      | 0           |
| 0                   | SD     | 113     |      | 0           |
| Sonstige            | 0      | 19      |      | 0           |

### 1878
Es fand ein Wahlgang statt. Die Zahl der Wahlberechtigten betrug 16.642. Es wurden 9712 gültige Stimmen abgegeben, 22 Stimmen waren ungültig. Die Wahlbeteiligung betrug 58,5 %.
| Kandidat                   | Partei | Stimmen | in % | Anmerkungen |
| -------------------------- | ------ | ------- | ---- | ----------- |
| Eduard Knoch               | NLP    | 5558    |      | 0           |
| Robert Oskar von Ketelhodt | DRP    | 3928    |      | 0           |
| Wilhelm Bock               | SD     | 219     |      | 0           |
| Sonstige                   | 0      | 7       |      | 0           |

Am 30. August 1880 trat Knoch der Liberalen Vereinigung bei und aus der NLP aus.

### 1881
Es fand ein Wahlgang statt. Die Zahl der Wahlberechtigten betrug 16.536. Es wurden 8471 gültige Stimmen abgegeben, 36 Stimmen waren ungültig. Die Wahlbeteiligung betrug 51,4 %.
| Kandidat            | Partei | Stimmen | in % | Anmerkungen |
| ------------------- | ------ | ------- | ---- | ----------- |
| Adolph Hoffmann     | F      | 5166    |      | 0           |
| Albert von Holleben | DRP    | 3274    |      | 0           |
| Sonstige            | 0      | 31      |      | 0           |

### 1890
Bei der Reichstagswahl 1890 einigten sich die Kartellparteien (NLP und Konservative) auf einen Wahlkreiskandidaten der NLP, den Bleiweiß-Fabrikanten Albert Schönau.
Es fanden zwei Wahlgänge statt. Beim ersten Wahlgang am 20. Februar 1890 betrug die Zahl der abgegebenen Stimmen 14.221 und die Wahlbeteiligung 78,3 %. 17 Stimmen waren ungültig.
| Kandidat       | Partei | Stimmen | in % | Anmerkungen |
| -------------- | ------ | ------- | ---- | ----------- |
| Gustav Knörcke | DF     | 7003    | 49,3 | 0           |
| Albert Schönau | NLP    | 4099    | 28,9 | 0           |
| Wilhelm Bock   | SPD    | 3098    | 21,8 | 0           |
| Sonstige       | 0      | 4       | 0    | 0           |

Bei der Stichwahl am 1. März 1890 betrug die Zahl der abgegebenen Stimmen 13.409 und die Wahlbeteiligung 73,9 %. 17 Stimmen waren ungültig.
| Kandidat       | Partei | Stimmen | in % | Anmerkungen |
| -------------- | ------ | ------- | ---- | ----------- |
| Gustav Knörke  | DF     | 9737    | 72,7 | 0           |
| Albert Schönau | NLP    | 3655    | 27,3 | 0           |

### 1893
Bei der Reichstagswahl 1893 fanden zwei Wahlgänge statt. Beim ersten Wahlgang am 15. Juni 1893 betrug die Zahl der abgegebenen Stimmen 14.049 und die Wahlbeteiligung 74,1 %. 21 Stimmen waren ungültig.
| Kandidat          | Partei | Stimmen | in % | Anmerkungen                       |
| ----------------- | ------ | ------- | ---- | --------------------------------- |
| Albert Gehrke     | FVP    | 3171    | 22,6 | Professor am Gymnasium Rudolstadt |
| Friedrich Lüttich | FVg    | 4512    | 32,2 | 0                                 |
| Arthur Hofmann    | SPD    | 6340    | 45,2 | 0                                 |
| Sonstige          | 0      | 5       | 0    | 0                                 |

Bei der Stichwahl am 24. Juni 1893 betrug die Zahl der abgegebenen Stimmen 14.532 und die Wahlbeteiligung 76,6 %. 74 Stimmen waren ungültig.
| Kandidat          | Partei | Stimmen | in % | Anmerkungen |
| ----------------- | ------ | ------- | ---- | ----------- |
| Friedrich Lüttich | FVg    | 7372    | 51,0 | 0           |
| Arthur Hofmann    | SPD    | 7086    | 49,0 | 0           |

### 1898
Bei der Reichstagswahl 1898 zeigte sich der Wahlverein der NLP gespalten. Der rechte Flügel unterstützte Eduard Müller und fand hierfür die Zustimmung der Konservativen. Der linke Flügel setzte auf den Mandatsinhaber Lüttich. Die Freisinnige Volkspartei verzichtete auf einen eigenen Kandidaten und sprach sich für Lüttich aus. Im Gegenzug erwartete sie im Wahlkreis 371 die Unterstützung der Freisinnigen Vereinigung für ihren Kandidaten, wenn auch vergeblich.
Es fanden zwei Wahlgänge statt. Beim ersten Wahlgang am 16. Juni 1898 betrug die Zahl der abgegebenen Stimmen 13.685 und die Wahlbeteiligung 70,8 %. 38 Stimmen waren ungültig.
| Kandidat          | Partei | Stimmen | in % | Anmerkungen |
| ----------------- | ------ | ------- | ---- | ----------- |
| Friedrich Lüttich | FVg    | 3102    | 22,7 | 0           |
| Eduard Müller     | NLP    | 3905    | 28,6 | 0           |
| Arthur Hofmann    | SPD    | 6638    | 48,7 | 0           |
| Sonstige          | 0      | 5       | 0    | 0           |

In der Stichwahl riefen beide freisinnigen Parteien zur Stimmenthaltung auf. Lüttich selbst unterstützte hingegen ausdrücklich Müller, der dann auch gewählt wurde. Bei der Stichwahl am 24. Juni 1898 betrug die Zahl der abgegebenen Stimmen 15.568 und die Wahlbeteiligung 80,5 %. 102 Stimmen waren ungültig.
| Kandidat       | Partei | Stimmen | in % | Anmerkungen |
| -------------- | ------ | ------- | ---- | ----------- |
| Eduard Müller  | NLP    | 8057    | 52,1 | 0           |
| Arthur Hofmann | SPD    | 7086    | 47,9 | 0           |

### 1903
Bei der Reichstagswahl 1898 einigten sich die beiden freisinnigen Parteien auf einen gemeinsamen Kandidaten. Die „Ordnungsparteien“ NLP, Konservative und BdL einigten sich ebenfalls zunächst auf einen gemeinsamen Kandidaten der NLP. Ein Teil des BdL schied jedoch aus und stellte den gemäßigt konservativen Major a. D. Lindstedt als Sonderkandidaten auf.
Es fand ein Wahlgang am 16. Juni 1903 statt. Dabei betrug die Zahl der abgegebenen Stimmen 16.385 und die Wahlbeteiligung 80,6 %. 67 Stimmen waren ungültig.
| Kandidat            | Partei | Stimmen | in % | Anmerkungen |
| ------------------- | ------ | ------- | ---- | ----------- |
| Friedrich Lindstedt | BdL    | 2283    | 14,0 | 0           |
| Karl Krauß          | FVg    | 3271    | 20,0 | 0           |
| Robert Friedberg    | NLP    | 2020    | 12,4 | 0           |
| Arthur Hofmann      | SPD    | 8742    | 53,6 | 0           |
| Sonstige            | 0      | 2       | 0    | 0           |

### 1907
Bei der Reichstagswahl 1907 einigten sich alle anderen Parteien auf einen gemeinsamen Kandidaten gegen die SPD. Die Freisinnigen hatten ihre Unterstützung davon abhängig gemacht, dass die NLP den Freisinnigen Kandidaten im Wahlkreis 364 unterstützte.
Es fand ein Wahlgang am 25. Januar 1907 statt. Dabei betrug die Zahl der abgegebenen Stimmen 18.957 und die Wahlbeteiligung 89,1 %. 114 Stimmen waren ungültig.
| Kandidat       | Partei | Stimmen | in % | Anmerkungen |
| -------------- | ------ | ------- | ---- | ----------- |
| Eduard Müller  | NLP    | 10.587  | 56,2 | 0           |
| Arthur Hofmann | SPD    | 8250    | 43,8 | 0           |
| Sonstige       | 0      | 6       | 0    | 0           |

### 1912
Bei der Reichstagswahl 1912 setzen die Parteien das Bündnis der vorangegangenen Wahl fort.
Es fand ein Wahlgang am 12. Januar 1912 statt. Dabei betrug die Zahl der abgegebenen Stimmen 19.525 und die Wahlbeteiligung 88,9 %. 89 Stimmen waren ungültig.
| Kandidat       | Partei | Stimmen | in % | Anmerkungen                                           |
| -------------- | ------ | ------- | ---- | ----------------------------------------------------- |
| Dr. Otto Flume | NLP    | 9264    | 47,7 | Privatschullehrer und Landtagsabgeordneter in Keilhau |
| Arthur Hofmann | SPD    | 10.167  | 52,3 | 0                                                     |
| Sonstige       | 0      | 5       | 0    | 0                                                     |